# Heinrich Homma
Heinrich Homma (30. června 1845 Náměšť nad Oslavou – 9. června 1921 Znojmo) byl rakousko-uherský a později československý politik a advokát, poslanec Moravského zemského sněmu a v letech 1904–1918 starosta Znojma.

## Životopis
Narodil se v Náměšti nad Oslavou v rodině úředníka. V roce 1863 absolvoval gymnázium ve Znojmě a v roce 1874 dokončil studium práv ve Vídni. Záhy poté si otevřel ve Znojmě advokátní kancelář. Působil také jako vrchní ředitel sboru dobrovolných hasičů.
Angažoval se ve veřejném životě Znojma. V roce 1870 stál u zrodu Německého občanského spolku (Deutscher Bürgerverein), obdoby českého sdružení Beseda znojemská. Byl stoupencem Německé pokrokové strany. Od roku 1879 zasedal v obecním výboru. Od roku 1888 do roku 1904 byl znojemským radním. V roce 1899 se stal v důsledku badeniovské krize předsedou Svazu Němců jižní Moravy, kterým zůstal do roku 1902. V roce 1904 byl zvolen starostou Znojma, později byl ještě čtyřikrát znovuzvolen. Prakticky už ale město vedl za starosty Haaseho, kdy byl 1. radním a starosta byl nemocný. Ve funkci se snažil zabránit úpadku místních pokrokářů, a tak uzavřel dohodu s německými radikály v čele s Oskarem Teufelem a postoupil jim čtvrtinu míst ve výboru. V roce 1912 se dostal do zemského vedení Německé pokrokové strany.
V zemských volbách 1902 byl na návrh Johanna Haaseho zvolen poslancem Moravského zemského sněmu v městské kurii. Neměl protikandidáta. Stal se členem verifikačního, školského a imunitního výboru, v roce 1904 navíc ještě výboru pro kontribučenské fondy a výboru pro vodní cesty. Stal se horlivým zastáncem moravského vyrovnání. V zemských volbách 1906 se rozhodl nekandidovat a na své místo navrhl Eduarda Oberwimmera.
Během obsazení Znojma československými jednotkami 16. prosince 1918 Homma navrhl přijetí českých zástupců do městské rady. Když se ale před radnicí začalo vojsko a obyvatelstvo bouřit, tak z funkce starosty odstoupil. V čele města jej nahradil jako vládní komisař pro Znojmo Vilém Veleba. I poté ale Homma působil na radnici jako člen zastupitelstva. Podle novin zůstal pro německou část obyvatelstva starostou nadále. Na přelomu let 1919 a 1920 zakládal Německou demokratickou svobodomyslnou stranu ve Znojmě a byl za ni také zvolen v komunálních volbách v roce 1920 do zastupitelstva Znojma.
Oženil se s Marií Wiedienovou, s níž měl 2 děti: Heinricha (nar. 1872) a Marii (nar. 1873).
Zemřel v červnu 1921 na záchvat mrtvice. Byl oceněn rytířským křížem řádu Františka Josefa.